# Lehrschreiben
Ein päpstliches Lehrschreiben ist ein offizielles Rundschreiben eines Papstes, das an einen bestimmten Personenkreis, z. B. die Bischöfe oder alle Gläubigen der katholischen Kirche gerichtet ist, gelegentlich an „alle Menschen guten Willens“. Der Papst nimmt hierbei Stellung zu aktuellen theologischen oder gesellschaftlich relevanten Fragen.
Man unterscheidet bei diesen Lehrschreiben zwischen einer Enzyklika, einem Apostolischen Schreiben, einem Hirtenbrief und schriftlichen Überlieferungen, wie z. B. den Briefen des Antonius.